# Tartrà
La tartrà è un budino salato, specialità della cucina povera piemontese, a base di uova, cipolla, latte e aromi, tipica della cucina di campagna.

## Storia
Fino a qualche secolo fa era un piatto unico; dal XXI secolo la tartrà è diventata un antipasto di molti ristoranti, che lo propongono come una prelibatezza gastronomica; costa poco ed è una curiosità gastronomica di semplice preparazione, ormai dimenticata dai contadini e dalla cucina casalinga.

## Preparazione
Si prepara mescolando le uova con il formaggio grana grattugiato, si fanno soffriggere la cipolla e l'aglio in padella e poi si aggiunge alle uova sbattute, si aggiunge salvia e rosmarino o maggiorana e infine latte. Potrebbe sembrare una frittata, però la si cuoce in formelle a bagnomaria al forno, a 175 °C per 20 minuti. Questa cottura fa lievitare il budino salato come un soufflé o un flan. Si serve con bagnet verd, crema di funghi o crema di piselli o un po' di fonduta.

## Abbinamento ai vini
Un tempo come piatto unico nelle corti contadine, non poteva essere accostato che ad un vino pieno e corposo, con caratteristiche acide tipiche di Barbera d'Alba, Dolcetto d’Alba, Dolcetto di Dogliani e Verduno Pelaverga.

I ristoranti la abbinano ad un vino bianco secco, anche leggermente frizzante, al massino di 1-2 anni d'età e servito a IO°C, come il Roero Arneis, il Piemonte Chardonnay e il Pinot bianco delle Langhe e il Cortese di Gavi.